# Jahslams
Jahslams est un label discographique français, anciennement basé à Paris, actif entre 2007 et 2010. Il était spécialisé dans les rééditions de 45 tours et d'albums reggae, rocksteady, ska et soul.

## Histoire
Jahslams est fondé en 2007, et est, durant son existence, l'un des labels de M&A avec M&A Classique, Jackslams, et SLmusic, et également partenaire de reggae.fr. Jahslams commence ses activités en sortant le livre-disque Treasure Isle, Duke Reid's Legacy, en hommage à Duke Reid. L'objectif premier de ce label est de réhabiliter les productions jamaïcaines de soul et de rocksteady, sorties dans les années 1960 et 1970. Cependant, Jahslams s'est ouvert également à d'autres musiques de ces mêmes années (Inde, États-Unis) notamment.
Les albums de ce label sont le plus souvent traités par thèmes (par exemple : les femmes jamaïcaines, pour Queens of Jamaica), et comportent généralement des livrets largement documentés et illustrés. Pour reggae.fr, « la sélection de Jahslams nous fait donc naviguer dans cette époque où l'on faisait la part belle aux mélodies et aux rythmiques guitare ».
Tous les labels de M&A cessent leur activité début 2010.

## Collection
À travers le label Jahslams Frantz Steinbach et Alexandre Ignaczak ont créé la collection Collectorama pour présenter une sélection sous forme de rétrospective des œuvres d'un artiste. Cette collection sera ensuite reprise et étendue à l'ensemble des styles musicaux par la revue Les Inrocks en 2009.

## Catalogue

### Albums thématiques
- Jamaican Soul Kings
- Queens of Jamaica
- Love Jamaica
- Jamaica 1968
- The Roots of the Rasta
- Treasure Isle, Duke Reid's Legacy
- Treasures of Bollywood
- Yes We Can Make History - from Africa to Obama
- Paris, Music-halls
- Gangs of Kingston, Jamaican Rudeboy Ska

### Collectorama
- Lee Scratch Perry Collectorama - Upsetter from the Black Ark
- Bob Marley Collectorama - The Kingston Years
- Alton Ellis Collectorama - Story of Mister Soul
- Elvis Presley Collectorama - From Memphis to Friedberg (sorti sur le label SLmusic)
- Maria Callas Collectorama - Les plus grands airs d'opéra (sorti sur le label M&A Classique)